# Ceratochrysa disparilis
Ceratochrysa disparilis is een insect uit de familie van de gaasvliegen (Chrysopidae), die tot de orde netvleugeligen (Neuroptera) behoort. 
Ceratochrysa disparilis is voor het eerst wetenschappelijk beschreven door Navás in 1934.